# Idiostrangalia atrocincta
Idiostrangalia atrocincta är en skalbaggsart som först beskrevs av Maurice Pic 1929.  Idiostrangalia atrocincta ingår i släktet Idiostrangalia och familjen långhorningar. Inga underarter finns listade i Catalogue of Life.